# 民主選舉 (遊戲)
《民主選舉》是一款由Positech Games于2005年發佈的政府模擬遊戲系列，其三款續作分別於2007年、2013年、2020年發佈。在遊戲中，玩家將會扮演某民主國家的總統或總理，並引入和改變政策。所有政策都會影響不同的選民群體的開心指數，亦會影響其他因素，例如犯罪和空氣品質。玩家也要解決不同問題，如汽油價格過高或無家可歸問題等等。

## 遊戲系統
在決定了加入哪個國家後，玩家便需要贏得選區各派系的支持，其中包括宗教人士、愛國人士、家長、資本家、社會主義者、自由主義者、保守派和其他人士，並在選舉中勝出。之後，玩家需要引入政策，並能改變政府的經費、稅收或法律。當然，因為選民是分為不同派系群組的，所以玩家是不可能獲得所有選民支持。在每次選舉前，玩家都需要向選民許下兩個承諾，例如減少失業率10%。如果玩家沒有履行承諾，那麼玩家的支持率便會大幅下降。另外，玩家亦需要平衡預算和国债比例，但又不能收取過高的稅，否則就會引發逃稅問題。

## 評價
《民主選舉》是一個非常成功的獨立遊戲。網站Game Tunnel給予此遊戲8/10分，並指出「在《民主選舉》中輸掉的價值幾乎等於在下屆選舉中勝出」和「我們總會有動力編在下次遊戲中做得更好」。該網站亦授予《民主選舉》「2005年年度最佳模擬遊戲獎」。About.com則給予此遊戲3.5/5分，並指出「《民主選舉》做到了它所說的——讓你思考微小的變化如何影響不同的群體」。
此遊戲於2007年由Tri-Synergy在美國發佈，並添加事變系統、政策系統、以及一個特殊遊戲模式。在這種模式下，玩家將會控制一個虛構國家。

## 教育
因其以民主作為題材，所以《民主選舉》被多間中學和大學用作教導政治制度和經濟。Positech Games因此將此遊戲以低廉的價格告予擁有“教育許可證”的機構。Positech Game甚至表示希望將此遊戲盡可能引進最多學校，但換來的卻是冷漠。但是，此遊戲仍被其他機構或活動使用，其中包括公培訓講座和美國國防部。

## 續作
此遊戲的續作，《民主選舉2》是於2007年12月7日發佈。《民主選舉2》的遊戲模式與前作相同，而不同之處在於遊戲中的國家全部是虛構的，並新增了許多新元素，如黨員系統、恐怖主義和現實世界中的統計數據。許多前作已有的已元素亦得到改進，如政治資本和政策制定之間的關係變得更詳細。在遊戲發佈後不久，《民主選舉2》便獲得了Game Tunnel的「2007年年度最佳模擬遊戲獎」。而另一個續作《民主選舉3》已完成開發，已在2013年10月15日發佈。

## 外部連結
- 《民主選舉》官方網站 （页面存档备份，存于）
- 開發者主頁 （页面存档备份，存于）
- Red Marble Games主頁（Mac版） （页面存档备份，存于）
- Tri-Synergy主頁 （页面存档备份，存于）